# Безглютенова безмолочна дієта
Безглютенова безказеїнова дієта (також відома як безглютенова безмолочна дієта) — дієта, яка не включає глютен (найчастіше міститься в пшениці, ячмені та житі) і казеїн (найчастіше міститься в молоці та молочних продуктах). Незважаючи на відсутність наукових доказів, є прихильники використання цієї дієти для лікування аутизму та пов'язаних із ним станів.

## Використання

### Аутизм
Більшість наявних доказів не підтверджують використання цієї дієти для лікування аутизму.
- Американська академія педіатрії — клінічний звіт (2007) У своїй доповіді ААП не рекомендувала використання спеціальних дієт для дітей з розладом аутистичного спектру через недостатність доказів.[5]
- Кокранівська бібліотека — Дієти без глютену та казеїну при розладах аутистичного спектру (2008) Кокранівський огляд виявив, що, незважаючи на відносно поширене використання, докази на підтримку використання дієт у дітей з аутизмом були поганими.[2] Усі дослідження 2006 року мали проблеми з ними.[1]
- Дослідження розладів аутистичного спектру — безглютенові та безказеїнові дієти в лікуванні розладів аутистичного спектру: Систематичний огляд (2009) У ньому зроблено висновок, що результати «свідчать про те, що сучасні дослідження не підтримують використання безглютенових і безказеїнових дієт у лікуванні РАС. Враховуючи відсутність емпіричної підтримки та несприятливі наслідки, часто пов'язані з безглютеновими безмолочними дієтами (наприклад, стигматизація, відволікання ресурсів на лікування, зменшення товщини кісткової тканини), такі дієти слід застосовувати тільки в тому випадку, якщо у дитини з РАС спостерігаються гострі зміни в поведінці, пов'язані зі змінами в дієті, або якщо у дитини є алергія або харчова непереносимість глютену або казеїну».[6]
- Центр доказової практики Вандербільта — здійснив огляд «Терапія для дітей з розладами аутистичного спектру» (2011), проведене на замовлення Агентства з досліджень та якості охорони здоров'я, та дійшов висновку, що «докази на підтримку безглютенових безмолочних дієт при РАС є обмеженими і слабкими».[7]
- Клінічна терапія досліджувала зв'язок аутизму з глютеном (2013). У цьому огляді було знайдено одне подвійне сліпе дослідження, яке не виявило жодної користі від безглютенової дієти, і зроблено висновок, що «Наразі немає достатніх доказів на підтримку введення безглютенової дієти як методу лікування аутизму».[8]
- Journal of Child Neurology здійнив дослідження «Докази ефективності безглютенової та безказеїнової дієти при розладах аутистичного спектру: Систематичний огляд» (2014) У цьому огляді було виявлено, що «…докази на цю тему наразі обмежені та слабкі», і зазначено, що було проведено лише кілька рандомізованих досліджень ефективності безглютенової дієти як методу лікування аутизму. В огляді також зазначено, що навіть ці дослідження мають сумнівну наукову цінність, оскільки вони базуються на невеликих розмірах вибірки.[9]
- Current Opinion in Clinical Nutrition & Metabolic Care опублікували «Безглютенові та безказеїнові дієти в терапії аутизму» (2015). Цей огляд виявив «обмежені та слабкі» докази того, що ця дієта є ефективною для лікування аутизму, зазначаючи, що більшість досліджень, які були проведені для оцінки її ефективності, були «серйозно недосконалими».[10]
- Інститут дослідження аутизму, організація з історією захисту непідтверджених гіпотез щодо аутизму, включно з тим, що він може бути спричинений вакцинами або лікуванням хелатною терапією,[11] рекомендує дієту безглютенову безмолочну дієту як лікування аутизму та пов'язані умови.[1][2] Організація вважає, що «дієтичне втручання є наріжним каменем науково-обґрунтованого медичного підходу, і є переконливі емпіричні докази того, що спеціальні дієти допомагають багатьом хворим на аутизм».[12]

## Безпека
Дієта може мати негативний вплив на здоров'я кісток, хоча існують суперечки щодо того, чи це дійсно пов'язано з дієтою, чи викликано проблемами, пов'язаними з аутизмом.

## Механізм
У 1960-х роках Кертіс Дохан припустив, що низька захворюваність на шизофренію в деяких суспільствах островів південної частини Тихого океану є результатом дієти з низьким вмістом пшениці та молочних продуктів. Дохан запропонував генетичний дефект, при якому люди не здатні повністю метаболізувати глютен і казеїн, як можливу причину шизофренії. Дохан висунув гіпотезу, що підвищений рівень пептидів внаслідок цього неповного метаболізму може бути причиною шизофренічної поведінки. У 1979 році Яак Панксепп запропонував зв'язок між аутизмом і опіатами, зазначивши, що ін'єкції невеликих кількостей опіатів у молодих лабораторних тварин викликають симптоми, подібні до тих, що спостерігаються у дітей-аутистів.
Можливість зв'язку між аутизмом і споживанням глютену та казеїну вперше була сформульована Калле Райхельтом у 1991 році. Ґрунтуючись на дослідженнях, які показують кореляцію між аутизмом, шизофренією та підвищенням рівня пептидів у сечі, Рейхельт припустив, що деякі з цих пептидів можуть мати опіатну дію. Це призвело до розвитку теорії надлишку опіоїдів, викладеної Полом Шаттоком та іншими, яка припускає, що пептиди з опіоїдною активністю проникають у кров із просвіту кишечника, а потім у мозок. Вважалося, що ці пептиди виникають внаслідок неповного перетравлення певної їжі, зокрема глютену з пшениці та деяких інших злаків, а також казеїну з молока та молочних продуктів. Подальша робота підтвердила опіоїдні пептиди, такі як казоморфіни (з казеїну) і екзорфіни глютену та гліадорфін (з глютену) як можливі підозрювані через їхню хімічну схожість з опіатами.
Райхельт припустив, що тривалий вплив цих опіатних пептидів може вплинути на дозрівання мозку та сприяти соціальній незручності та ізоляції. На цій основі Райхельт та інші для людей з аутизмом запропонували безглютенову безказеїнову дієту, щоб мінімізувати накопичення опіатних пептидів. Райхельт також опублікував низку випробувань і оглядів, які прийшли до висновку, що ця дієта ефективна.

## Практична реалізація
Реалізація езглютенової безмолочної дієти передбачає виключення всіх джерел глютену та казеїну з раціону людини. Глютен міститься у всіх продуктах, що містять пшеницю, жито та ячмінь. Багато безглютенового хліба, пасти та закусок доступні на ринку. Кулінарні книги без глютену доступні протягом десятиліть. Казеїн міститься в молочних продуктах, таких як молоко, йогурт або сир, але також присутній у менших кількостях у багатьох замінниках молочних продуктів, таких як вегетаріанські замінники сиру та збиті вершки, які використовують казеїн для надання текстури.